# Jimmy Reynolds
James Russel "Jimmy" Reynolds, né le 5 août 1904 et mort le 16 février 1963, était un pianiste américain de jazz.
Reynolds a mené son propre groupe de musique au Hollywood Café à New York dans les années 1930 et 1940, bien qu'il n'ait enregistré que rarement avec ce groupe.